# Een duivelse uitvinding
Een duivelse uitvinding (Tsjechisch: Vynález zkázy) is een fantasyfilm uit 1958 onder regie van Karel Zeman. De film is gebaseerd op de roman Uit liefde voor de vlag (1896) van de Franse auteur Jules Verne. In de film gebruikt men voor die tijd revolutionaire stop-motiontechnieken.

## Verhaal
Een geniale wetenschapper vindt een zeer krachtig explosief uit. Een booswicht wil de wereldheerschappij overnemen en steelt zijn uitvinding. De wetenschapper en zijn hulpje moeten verhinderen dat de uitvinding in verkeerde handen valt.

## Rolverdeling

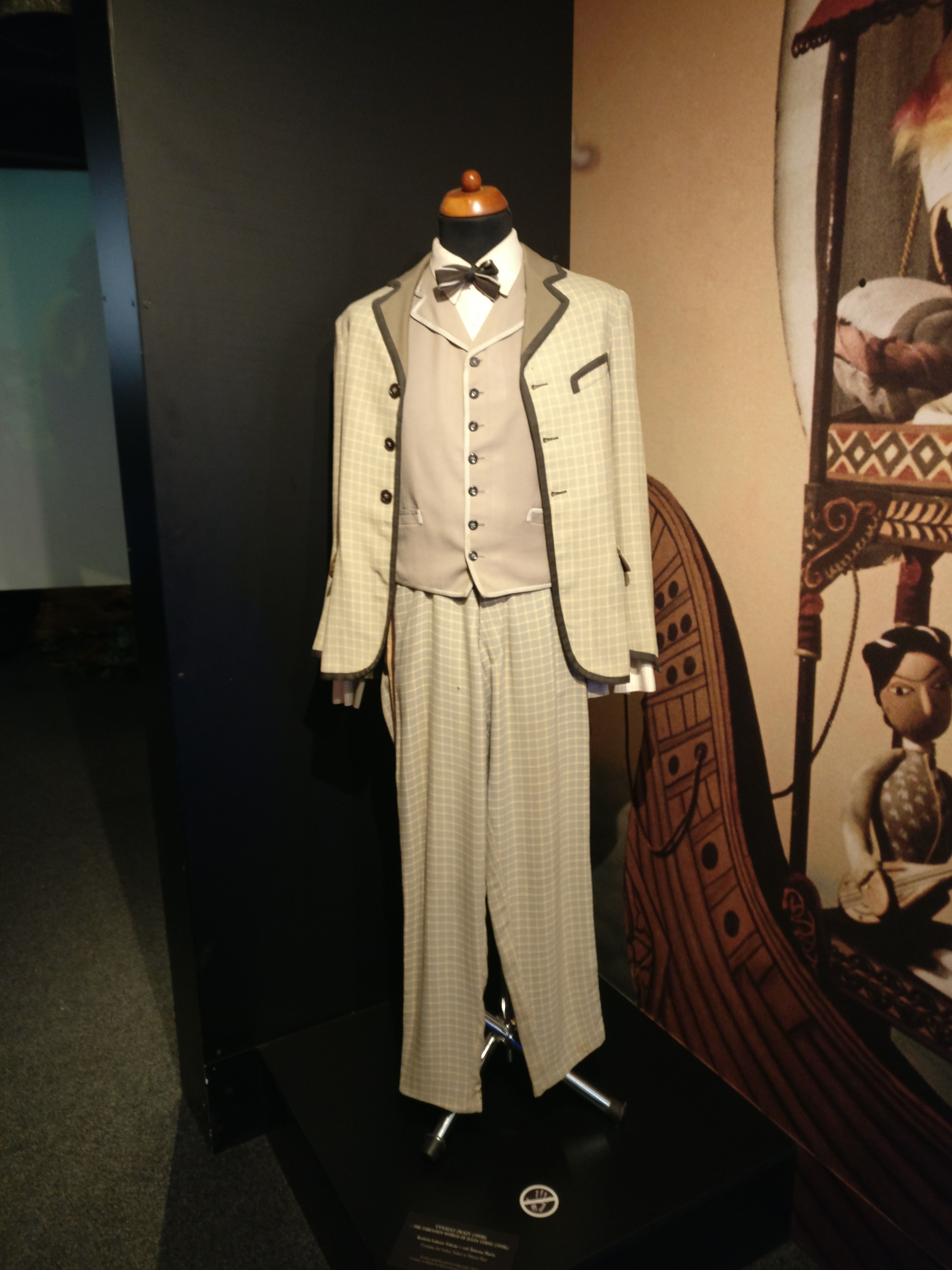
Lubor Tokoš' kostuum

| Acteur            | Personage       |
| ----------------- | --------------- |
| Lubor Tokoš       | Simon Hart      |
| Arnošt Navrátil   | Thomas Roch     |
| Miloslav Holub    | Graaf Artigas   |
| František Šlégr   | Kapitein Spade  |
| Václav Kyzlink    | Ingenieur Serke |
| Jana Zatloukalová | Jana            |